# Яеґасі Сіґео
Яеґасі  Сіґео (яп. 八重樫 茂生, нар. 24 березня 1933, Теджон — пом. 2 травня 2011, Тама) — японський футболіст, що грав на позиції нападника. По завершенні ігрової кар'єри — футбольний тренер. Футболіст року в Японії (1963).
Виступав, зокрема, за клуб «Фурукава Електрік», а також національну збірну Японії.

## Клубна кар'єра
Народився 24 березня 1933 року в місті Теджон (нині — Південна Корея), після війни і втрати територій родина перебралась у Префектуру Івате. Яеґасі почав займатись футболом в Першій середній школі Моріоки, а потім в університетах Чуо та Васеда.
У дорослому футболі дебютував 1958 року виступами за команду «Фурукава Електрік», кольори якої і захищав протягом усієї своєї кар'єри гравця, що тривала дванадцять років, вигравши за цей час три Кубка Імператора, а також тричі був включений в символічну збірну чемпіонату Японії.

## Виступи за збірну
1956 року дебютував в офіційних матчах у складі національної збірної Японії.
У складі збірної був учасником Олімпійських ігор 1956, 1964 і 1968 років і завоював бронзові медалі на турнірі у Мехіко (1968)..
Всього протягом кар'єри у національній команді, яка тривала 14 років, провів у формі головної команди країни 44 матчі, забивши 11 голів.

## Кар'єра тренера
Розпочав тренерську кар'єру, ще продовжуючи грати на полі, 1967 року, очоливши тренерський штаб клубу «Фурукава Електрік».
У 1970 році очолював молодіжну збірну Японії.
Останнім місцем тренерської роботи був клуб «Фуджіцу», команду якого Яеґасі  Сіґео очолював як головний тренер у 1977—1978 і 1985—1988 роках.
Помер 2 травня 2011 року в місті Тама на 79-му році життя.

## Статистика виступів
| Сезон | Команда                       | Чемпіонат | Чемпіонат | Чемпіонат |
| Сезон | Команда                       | Ліга      | Ігор      | Голів     |
| ----- | ----------------------------- | --------- | --------- | --------- |
| 1965  | «Фурукава Електрік»           | ЯФЛ       | ?         | 5         |
| 1966  | «Фурукава Електрік»           | ЯФЛ       | ?         | 5         |
| 1967  | «Фурукава Електрік»           | ЯФЛ       | ?         | 2         |
| 1968  | «Фурукава Електрік»           | ЯФЛ       | ?         | 2         |
| 1969  | «Фурукава Електрік»           | ЯФЛ       | ?         | 0         |
|       | Усього за «Фурукава Електрік» |           | 51        | 14        |

| Збірна Японії | Збірна Японії | Збірна Японії |
| Роки          | Ігри          | Голи          |
| ------------- | ------------- | ------------- |
| 1956          | 3             | 0             |
| 1957          | 0             | 0             |
| 1958          | 2             | 0             |
| 1959          | 4             | 0             |
| 1960          | 1             | 0             |
| 1961          | 7             | 2             |
| 1962          | 7             | 3             |
| 1963          | 5             | 4             |
| 1964          | 2             | 2             |
| 1965          | 4             | 0             |
| 1966          | 2             | 0             |
| 1967          | 3             | 0             |
| 1968          | 4             | 0             |
| Всього        | 44            | 11            |

## Досягнення
- Кубок Імператора
  -  Володар (3): 1960, 1961, 1964
- Бронзовий призер Азійських ігор: 1966
- У символічній збірній Японської футбольної ліги (3): 1966, 1967, 1968
- Футболіст року в Японії: 1963